# Langues en Eswatini
L'Eswatini a deux langues officielles, le swati (la langue maternelle de près de 90 % de la population du pays) et l'anglais (0,6 %). D'autres langues sont parlées dans le pays et appartiennent essentiellement à la famille des langues bantoues.
Le taux d'alphabétisme est de 97 %.

## Diversité linguistique de l'Eswatini

### Langues bantoues
- le swati qui est langue officielle est parlé par les Swazis, peuple majoritaire dans le pays. Pourtant le nombre de ses locuteurs est plus élevé en Afrique du Sud, où la langue a aussi un statut officiel.

D'autres langues bantoues sont présentes dans le pays, le tsonga et le zoulou.

### Langues germaniques
Deux langues germaniques sont parlées par de petites communautés. La colonisation britannique explique la présence de 7 500 anglophones. Des Afrikaners, venus d'Afrique du Sud, sont installés en Eswatini.